# Lispe lanceoseta
Lispe lanceoseta är en tvåvingeart som beskrevs av Wang och Fan 1981. Lispe lanceoseta ingår i släktet Lispe och familjen husflugor. Inga underarter finns listade i Catalogue of Life.